# Yab-Yum

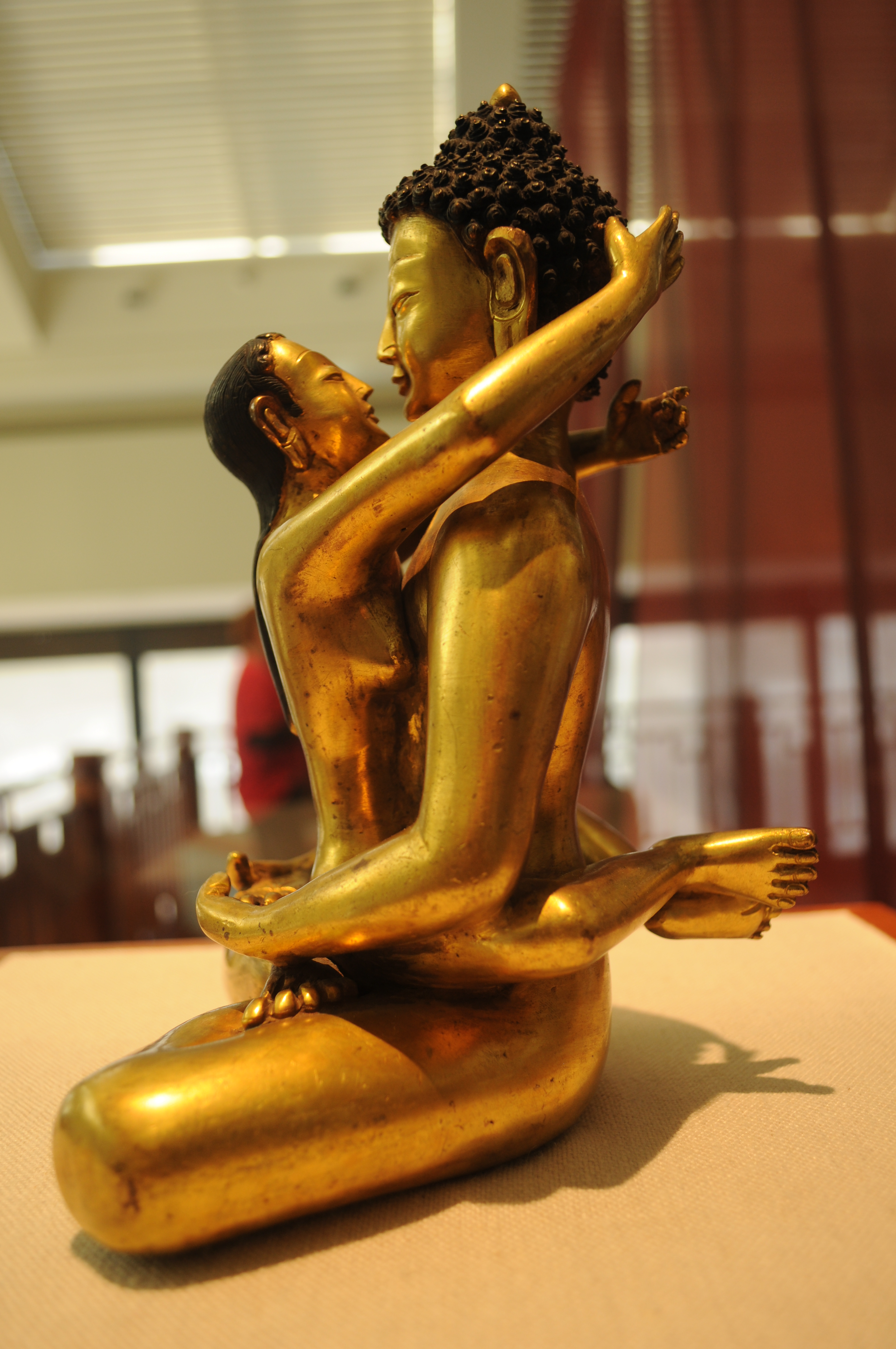
Tượng Phật Yab-yum

Yab-yum (trong tiếng Tây Tạng nghĩa là "cha - mẹ") là một biểu tượng phổ biến trong nghệ thuật Phật giáo ở Ấn Độ, Bhutan, Nepal và Tây Tạng. Nó biểu thị sự thống nhất nguyên thủy của từ bi và trí tuệ, được miêu tả như một vị thần giao hợp với phối ngẫu của họ, tương đồng với ý tưởng về tương sinh tương khởi hay còn gọi là y tha khởi tánh (Paratantra-svabhava) trong Phật giáo hoặc "hòa hợp" (Wylie: zung-'jug; Sanskrit: yuganaddha), triết học Phật giáo sử dụng khái niệm Indrajāla để minh họa cho điều này. Tuy vậy, tư thế của những bức tượng này từng gây dư luận tại Thái Lan, Việt Nam, nó khiến nhiều người cảm thấy đạo Phật bị xúc phạm.

## Hình ảnh

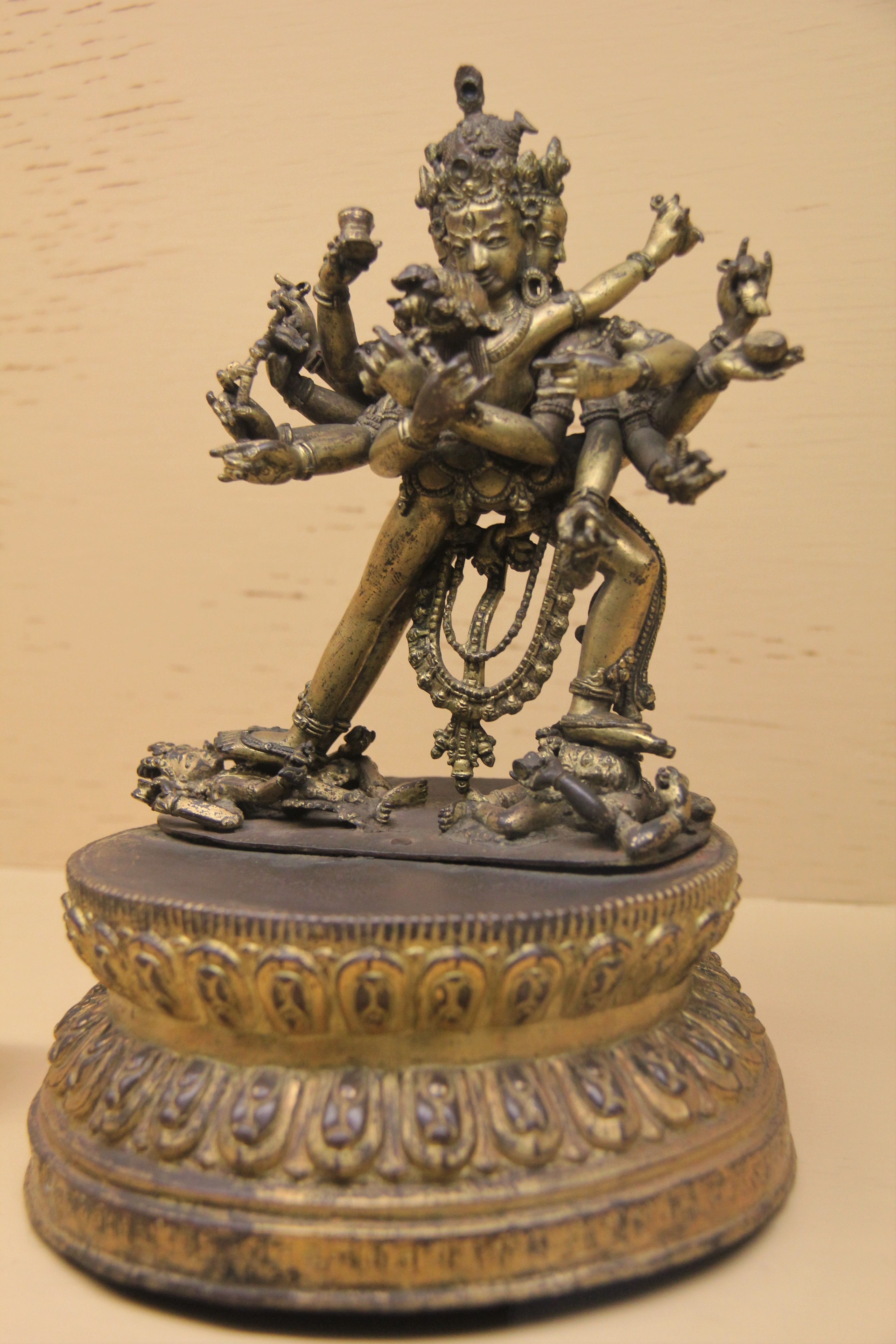
Heruka với prajna Vajravarahi (1544 AD). Được khám phá ở Nepal, bức tượng được trưng bày tại Bảo tàng Hoàng tử xứ Wales.
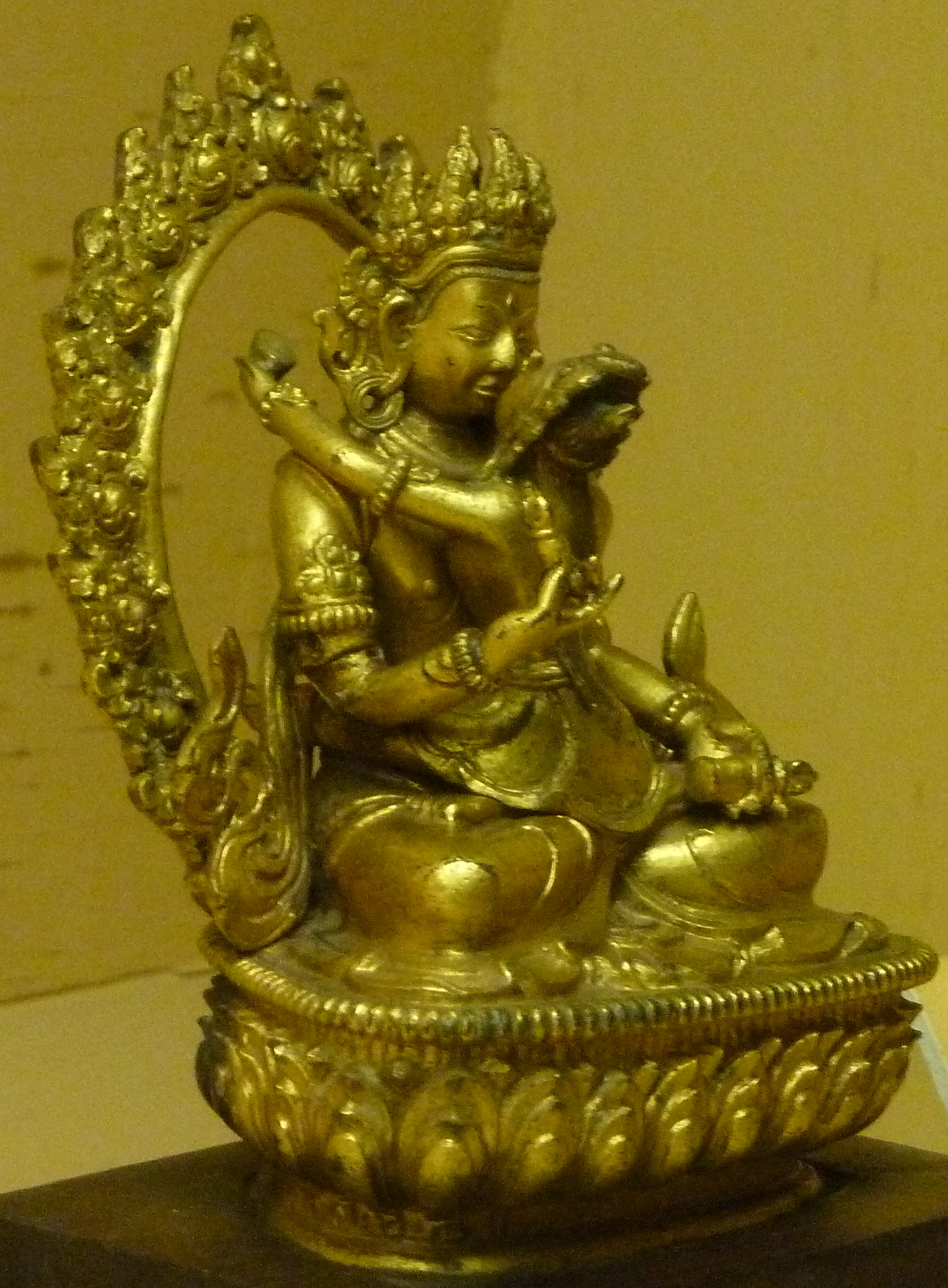
Padmasambhava ở Yab-Yum
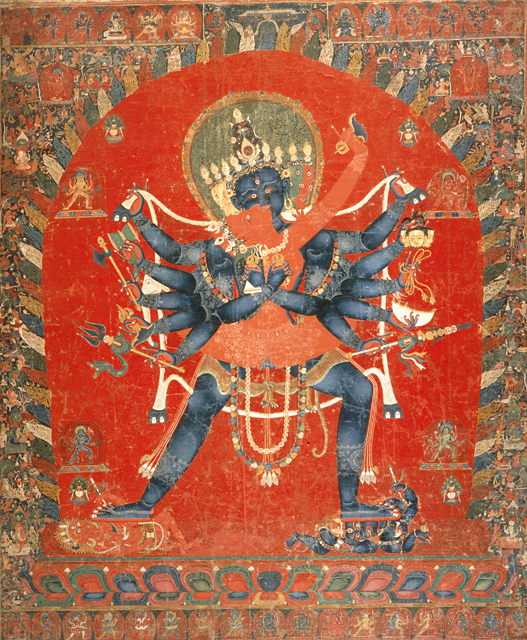
Chakrasamvara-Vajravarahi
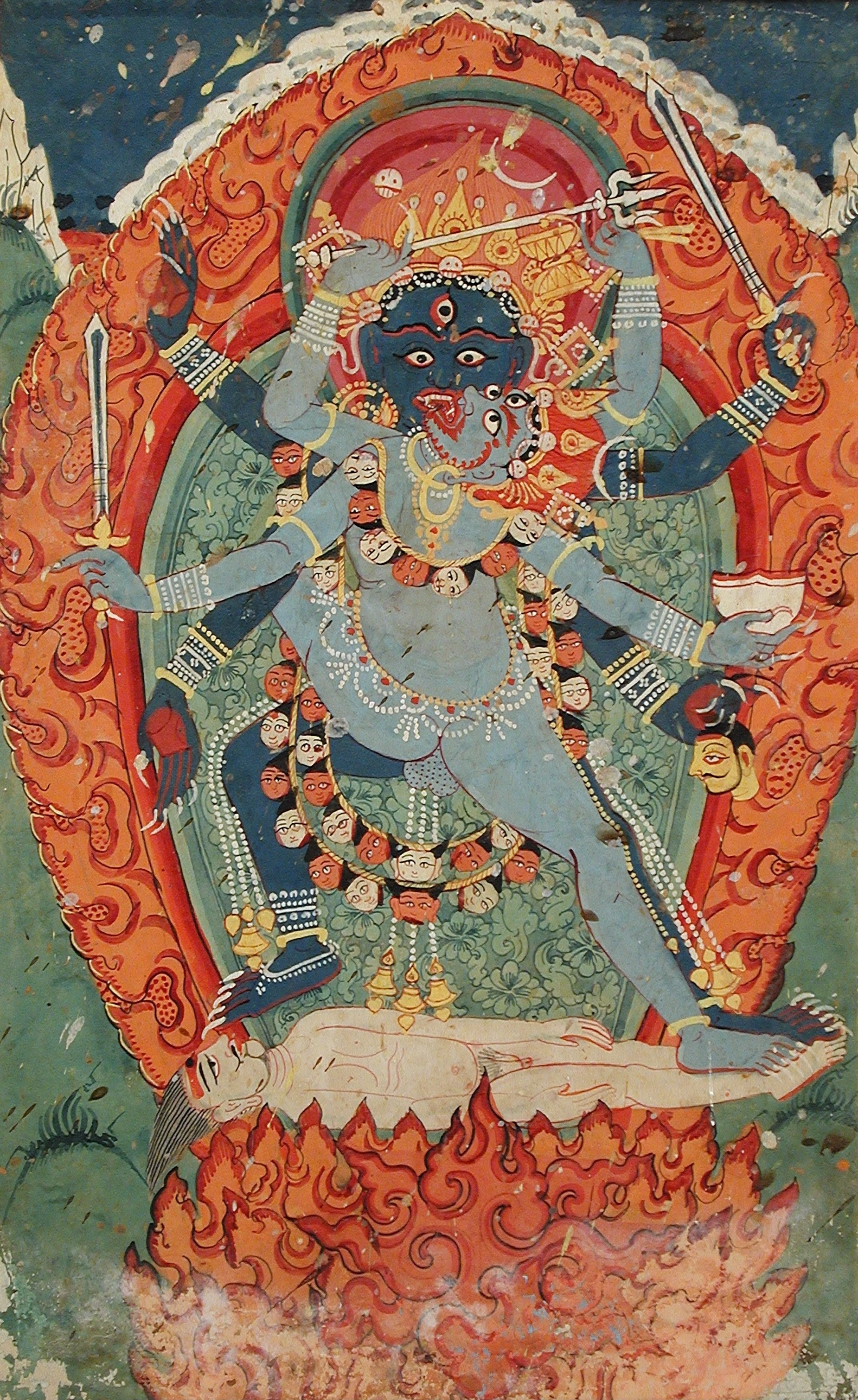
Bhairava và Kali